# Adolf von Oven
Karl Adolf von Oven (né le 30 mai 1855 à Nikolskowo, arrondissement de Chodziesen (de) et mort le 6 février 1937 à Berlin-Wilmersdorf) est un général d'infanterie prussien.

## Biographie

### Origine
Il est le fils de l'administrateur de l'arrondissement de Schlochau et de l'arrondissement de Duderstadt Karl von Oven (de) (1824-1907) et de son épouse Emma Karoline Adolfine, née comtesse von Westarp (de).

### Carrière militaire
Après avoir été élevé au domicile de ses parents et dans le corps de cadets, Oven rejoint en tant que sous-lieutenant le 19 avril 1873 la 96e régiment d'infanterie de l'armée prussienne à Gera. Du 16 novembre 1875 au 19 février 1878, il sert comme adjudant du 1er bataillon et est ensuite promu adjudant régimentaire. Après qu'Oven ait été promu premier lieutenant le 15 août 1882, il est envoyé à l'Académie de guerre du 1er octobre 1882 au 21 juillet 1885. Entre-temps, Oven est transféré le 15 février 1885 au 17e régiment d'infanterie à Morhange. De là, il est affecté à l'état-major le 1er mai 1886 en même temps qu'il est promu capitaine. Neuf mois plus tard, il est transféré à l'état-major du 3e corps d'armée. Oven est brièvement muté à l'état-major du 2 au 22 avril 1889, avant de rejoindre Strasbourg à l'état-major de la 31e division d'infanterie. Du 27 janvier 1891 au 28 mars 1892, Oven démissionne du service militaire et agit comme commandant de compagnie dans le 13e régiment d'infanterie à Münster. Oven devient alors premier officier d'état-major général de l'état-major de la 22e division d'infanterie à Cassel et promu major à ce poste le 31 mai 1892. Le 17 octobre 1893, Oven est de nouveau transféré à l'état-major général, mais de là il est directement affecté à l'état-major général de la 5e inspection d'armée. Il travaille ici jusqu'au 21 mars 1897, puis prend la direction du 2e bataillon du 3e régiment à pied de la Garde. Oven remet le bataillon le 26 janvier 1899, est promu lieutenant-colonel et chargé en même temps de s'occuper des affaires en tant que chef de département à l'état-major. Jusqu'à sa nomination à la tête du département le 22 mai 1900, Oven travaille comme professeur à l'Académie de guerre. Le 9 juillet 1900, il est nommé chef d'état-major du 8e corps d'armée sous le commandement général du grand-duc héréditaire Frédéric de Bade. En tant que colonel (depuis le 18 avril 1901), Oven devient commandant du 12e régiment de grenadiers stationné à Francfort-sur-l'Oder le 18 août 1902. Oven abandonne ce commandement après plus de deux ans et reçoit le commandement de la 16e brigade d'infanterie à la mi-octobre 1904 à Torgau. En même temps qu'il est promu général de division le 27 janvier 1905, il devient commandant de brigade. Le 19 décembre 1907, il est transféré à Magdebourg, où il prend dans un premier temps la direction de la 7e division d'infanterie et est nommé commandant de division avec sa promotion au grade de lieutenant général le 27 janvier 1908. Son dernier poste en temps de paix, à compter du 5 novembre 1911, est celui de gouverneur militaire de la forteresse stratégiquement importante de Metz. À ce titre, Oven est promu général d'infanterie le 13 septembre 1912. Lorsqu'il atteint sa limite d'ancienneté, Oven est relevé de son poste le 3 février 1914, à la suite du 12e régiment de grenadiers et mis à disposition.

#### Première Guerre mondiale
Au début de la Première Guerre mondiale, Oven est réactivé conformément à son règlement de mobilisation et reprend le poste de gouverneur de Metz. À ce titre, il participe aux combats frontaliers à partir de là et à la bataille de Lorraine du 20 au 21 août 1914 sur l'aile droite de la  6e armée  Lors de la bataille de Longwy qui s'ensuit, il commande le corps qui porte son nom, composé de la réserve principale de la forteresse de Metz et de la 5e division de Landwehr et se trouve sur l'aile gauche de la 5e armée. En raison de son bon commandement, Oven est ensuite chargé en outre de diriger le 5e corps d'armée en tant que représentant du général commandant Hermann von Strantz. Avec le corps, il se déploie entre la Meuse et la Moselle, combat à Combres et aux Eparges puis avance sur Verdun. En raison de divergences d'opinions avec son supérieur général, Oven est démis de ses fonctions le 12 mai 1915, mais conserve son poste de gouverneur de Metz. Tout en conservant ce poste, il est nommé chef du groupe messin nouvellement constitué le 7 mai 1917. Celui-ci se compose de diverses divisions et brigades indépendantes et est poussé sur le front comme lien des deux côtés de la Moselle. Ici, il participe aux combats qui s'y déroulent. En reconnaissance de ses services de guerre, Guillaume II lui décerne l'Ordre Pour le Mérite le 22 septembre 1918. Dans le même temps, sa disposition de mobilisation est abrogée et Oven prend finalement sa retraite.

### Famille
Adolf von Oven est marié avec Alice Edle von Oetinger (1866-1942). Tous deux sont enterrés au cimetière des Invalides. Sa tombe est conservée.

## Décorations
- Ordre de l'Aigle rouge de 2e classe avec feuilles de chêne et étoile[5]
- Ordre de la Couronne de 1re classe[5]
- Croix de décoration du service prussien[5]
- Croix d'honneur de 3e classe de l'ordre de la Maison Princière de Hohenzollern[5]
- Chevalier de l'ordre de Berthold Premier[5]
- Commandant de 2e classe de l'ordre du Lion de Zaeringen[5]
- Ordre du Mérite militaire bavarois de 1re classe[5]
- Croix d'honneur reussoise de 3e classe[5]
- Commandant de 1re classe de l'ordre de la Maison Ducale de Saxe-Ernestine[5]
- Commandeur de l'ordre de la Couronne de Roumanie[5]